# Boiarivka, Kozeleț
Boiarivka (în ucraineană Боярівка) este un sat în comuna Lemeși din raionul Kozeleț, regiunea Cernihiv, Ucraina.

## Demografie
Componența lingvistică a localității Boiarivka
     Ucraineană (100%)
Conform recensământului din 2001, toată populația localității Boiarivka era vorbitoare de ucraineană (100%).